# ソフラン (柔軟剤)
ソフラン (Soflan) は、ライオンから発売されている柔軟剤。1976年10月発売。ブランド名は「ソフトでランランな気分」から。
それ以前のライオンの衣類用柔軟仕上げ剤としては、「ライオンソフター」が発売されていた。

## 商品ラインアップ
ふんわりソフラン（旧 ソフラン1/3・ソフランC）
2005年（平成17年）に発売した3倍濃縮柔軟剤で、「センイふんわりソフランC」を改名、ボトルデザインを新しくしたものである。過去には「ソフラン1/3」、「ソフランC」の名で販売されていた。ふんわりソフランのパッケージには「肌にやさしいやわらかさ」の字が書かれており、従来タイプのソフランSでも同じように書かれている。
歴史
1987年にライオンは濃縮タイプの柔軟剤「ソフラン1/3」を発売した。これは、従来タイプのものより濃度を3倍濃くしたもので、容器のスペースをとらないため人気を得た。これを境にして濃縮タイプの柔軟剤が主力になり、花王（ハミング1/3）や他社からも発売されるようになった。
その後、ソフラン1/3は「ソフランC」と改名された。このラインにはのちに「しわすっきりソフランC」が追加され、従来のソフランCは「センイふんわりソフランC」となった。見た目の違いは色で、センイふんわりの方は従来通りピンク、しわすっきりの方はブルーである。
2004年からは「C」を省略した「デイフレッシュソフラン」が発売された。センイふんわりソフランCは2005年9月から「ふんわりソフラン」に改名され、ほぼ同時期に「しわすっきりソフラン」が新パッケージで発売され、完全にCの字は省略された。同時にデイフレッシュソフランは「香りとデオドラントのソフラン」に改名された。
2007年9月、柔軟剤で初めてのウールマーク認定商品となる。同時にウォータリーエッセンスを新配合し改良された。
2009年10月、節水洗濯や弱水流でのドライコースにも十分に効果を発揮するよう、水への分散性を向上しリニューアル。パッケージも「タオルに触れる子供」をモチーフとしたものに刷新された。なお、このパッケージ変更に際し、つめかえ用において中性洗剤「アクロン フローラルブーケの香り」とパッケージが類似していてわかりにくいという声が当社お客様センターに挙がっていたことも要因であり、パッケージには「柔軟剤」も明記された（その後、「アクロン フローラルブーケの香り」も2010年9月にパッケージリニューアルが行われた為、完全に製品が明確化された）。
2011年5月、パッケージデザインを変更しリニューアル発売。「タオルに頬をあてる女の子」をモチーフとしたデザインに変更するとともに、「ソフラン」のブランドロゴを変更した（先に導入された「香りとデオドラントのソフラン」、同時リニューアルとなった「しわスッキリソフラン」と同一のブランドロゴとなる）。
2016年4月、パッケージデザインを変更。併せて、本体ボトルの形状も変更され、内容量も変更となった（本体:720ml→650ml、つめかえ用:540ml→500ml）
ソフラン プレミアム消臭（旧 デイフレッシュソフラン→香りとデオドラントのソフラン(初代)→香りとデオドラントのソフラン アロマナチュラル→香りとデオドラントのソフラン(2代目)→香りとデオドラントのソフラン プレミアム消臭プラス→ソフラン プレミアム消臭プラス）
「フローラルアロマ」、「アロマソープ」、「ホワイトハーブアロマ」、「フレッシュグリーンアロマ」、「特濃 抗菌プラス」、「ウルトラゼロ」の6種類を設定する。内容量は本体は「特濃 抗菌プラス」が540mL、「ウルトラゼロ」が530mL、それ以外の香りは550mL、つめかえ用は通常サイズに加え、通常サイズの3倍容量でキャップ付きの特大サイズも設定される。また、「フローラルアロマ」・「フルーティグリーンアロマ」・「アロマソープ」の3種類には業務用も設定されており、つめかえ用（通常サイズ）の4倍容量となる1.92L（キャップ付パウチ）と特大の4L（ボトル）が設定される。
「フローラルアロマ（旧 ピンクフローラル）」は、ベリーやピーチなどのレッドフルーツをアクセントにした、フローラルブーケの香り。シルバーをベースにピンクを配したデザイン。
「アロマソープ」は、ベビーパウダーのような香りにラベンダーやピンクペッパーをブレンドしたせっけんの香り。シルバーをベースにオレンジを配したデザイン。
「ホワイトハーブアロマ」は、ミュゲ（スズラン）を中心としたフローラルの香りをベースに、グリーンティーやティーツリーをブレンドしたハーブの香り。シルバーをベースにブルーを配したデザイン。
「フレッシュグリーンアロマ（旧 フルーティーグリーンアロマ）」は、ジャスミンなどの香りに、グリーンアップルやリーフィグリーンなどをブレンドした香り。シルバーをベースにグリーンを配したデザイン。
「特濃 抗菌プラス」は、リフレッシュサボンの香り。ホワイトをベースにブルーとシルバーを配したデザイン。
「ウルトラゼロ」は、ピュアソープの香り。ボトル形状は他の「プレミアム消臭」と異なり、グレーに白のラベルを配したデザイン（つめかえ用ではボトルデザインを模しているが、まわりのデザインがシルバー）となる。
キャッチフレーズは「アロマの香りでHAPPY CHARGE!」（2010年3月）、「アロマで前向けワタシ!」（2012年3月）。
歴史
2005年（平成17年）2月 - 以前発売されていた「デイフレッシュソフラン」の後継製品として発売。当初はフローラル系の「ピンクフローラルの香り」とシトラス系の「グリーンシトラスの香り」の2種類であった。
2006年（平成18年）
9月 - 「グリーンシトラスの香り」の香り立ちを向上すると共、パッケージデザインをリニューアル。
10月 - 「清潔なせっけんの香り」を追加発売。
2007年（平成19年）
4月 - 数量限定品「心やすらぐラベンダーの香り」を追加発売。
9月 - 「ピンクフローラルの香り」の香りをリフレッシュすると共に、パッケージデザインをリニューアル。
2008年（平成20年）
3月 - 初のフルモデルチェンジ。「天然アロマオイル」を配合。ボトルをコンパクトサイズに収め、側面にカーブ形状をつけた。ラインナップを「フローラルアロマの香り」、「シトラスアロマの香り」、「アロマソープの香り」に改め、「シトラスアロマの香り」は技術的に難易度が高かった香りの持続性を実現した。
6月 - 数量限定品「ラベンダーアロマの香り」を追加発売。
2009年（平成21年）2月 - 「ブルーローズアロマの香り」を追加発売。
2010年（平成22年）3月 - 全面改良。「天然アロマオイル」を増量。ホワイトをベースに香りをイメージしたモチーフを採用したパッケージデザインに一新。「ソフラン」のブランドロゴも新しくなる。
2012年（平成24年）
3月 - フルモデルチェンジ。衣類用漂白剤「ブライトW 除菌&抗菌」の技術を応用することで抗菌力をアップするとともに、「アロマソープの香り」以外の3種類は天然香料成分を配合。また、ボトル形状を変更するとともに、ノズルの形状も変更した。なお、「シトラスアロマの香り」はリニューアルに伴い、「フレッシュフルーツアロマの香り」に名称変更した。
10月 - フローラルソープの香りの数量限定品「フェアリーブラッサム」を発売。本品は同時発売の超コンパクト洗剤「トップNANOX フェアリーブラッサム」と香りを統一している。
2013年（平成25年）
4月 - 数量限定品「フェアリーサンシャイン」を発売。「トップNANOX」とのコラボレーション企画第2弾で、同時発売の超コンパクト洗剤「トップNANOX フェアリーサンシャイン」と香りを統一している。
9月 - 「香りとデオドラントのソフラン アロマナチュラル」に改名してリニューアル。天然アロマオイルを増量。併せて、「ブルーローズアロマの香り」を廃止する代わりに、独自の「ナノ消臭成分」を配合して消臭効果を高めた「プレミアム消臭」を追加した。
2015年（平成27年）3月 - リニューアル。「プレミアム消臭」は中身も改良し、新たに着用中に発生するニオイを抑える「消臭ハーブカプセル」を配合。また、既存の「ホワイトハーブアロマの香り」に加えて「フルーティグリーンアロマの香り」を追加して2種類となり、一部販売店限定の「つめかえ用 特大」を新設した。「フローラルアロマの香り」・「アロマソープの香り」はパッケージデザインを変更した。なお、このリニューアルに伴い、「フレッシュフルーツアロマの香り」を廃止した。
2016年（平成28年）2月 - 約2年5ヶ月ぶりに「香りとデオドラントのソフラン」に名称を戻してリニューアル。ボタニカルアート（植物図鑑風のアート）を採用したパッケージデザインに刷新するとともに、「フローラルアロマ香り」と「アロマソープの香り」は香りを改良し、「フローラルアロマの香り」にはチュベローズ（月下香）を、「アロマソープの香り」にはペア（西洋なし）をそれぞれ加えた。
2017年（平成29年）
3月 - 従来の「香りライン」と「プレミアム消臭」を統合し、「プレミアム消臭プラス」としてリニューアル。「ホワイトハーブアロマの香り」と「フルーティーグリーンアロマの香り」は消臭香料成分を加えた新処方を採用。「フローラルアロマの香り」と「アロマソープの香り」は消臭香料成分に加え、ナノ消臭成分と消臭ハーブカプセルも配合するとともに、内容量は「ホワイトハーブアロマの香り」と「フルーティーグリーンアロマの香り」に合わせる形で減容（本体:650mL→620mL、つめかえ用:500mL→480mL）。また、一部販売店限定だった「つめかえ用特大」は内容量を増量（香りライン:1250mL/プレミアム消臭:1200mL → 1440mL）して通常サイズの3倍量となり、新たに通常製品としてラインナップ。それに伴って、本体ボトルにつめかえ時の注入量を明瞭化するために透明スリットを新たに挿入した。
6月 - 数量限定品「プレミアム消臭プラス STRONG フレッシュブリーズアロマの香り」を発売（同時発売の「トップスーパーNANOX for MEN フレッシュブリーズの香り」と香りを統一している）。本品は通常の「プレミアム消臭プラス」よりも内容量を少なく設定している（本体:570mL、つめかえ用450mL）。
2018年（平成30年）
3月 - 「ソフラン プレミアム消臭プラス」に改名し、パッケージデザインをリニューアル。
5月 - 前年に数量限定品で発売されていた「プレミアム消臭プラス STRONG」をリニューアルし、レギュラー品として追加発売。香りは「フレッシュブリーズアロマ」をベースにハーブ・グリーンに代わってミントを加えた「ワイルドシトラス」となったほか、消臭香料成分に汗臭・体臭への消臭効果を持たせた香料成分が追加された。また、従来は設定されていなかった「つめかえ用 特大」が追加設定された（プレミアム消臭プラスの他の香りよりも内容量が少ない1350mL入り）。
2019年（平成31年/令和元年）
2月 - 「ソフラン プレミアム消臭」に改名しリニューアル。極小で、吸着しやすいプラス電荷を持ち、自然に弾けてニオイに反応する特徴を持つ「特殊消臭グルカン」を用いた消臭処方が採用され、内容量が変更された（本体:620mL → 550mL、つめかえ用:480mL → 450mL、つめかえ用特大:1440mL → 1350mL）。これにより、つめかえ用とつめかえ用特大は「プラス STRONG ワイルドシトラス」と同容量となった。また、計量キャップ一杯分の量が39mLから43mLに変更された。
5月 - 数量限定品「アイスミントの香り」を発売（洗たく用洗剤「トップスーパーNANOX」にも同時に設定されている）。内容量は通常品よりも少なく設定されている（本体:540mL、つめかえ用:430mL、つめかえ用特大:1290mL）
7月 - 「プレミアム消臭」に比べて消臭成分が高配合された「プレミアム消臭 洗濯物が多いおうち専用」を発売。内容量は「プレミアム消臭」の他の製品よりも少なく設定されている（本体:540mL、つめかえ用:430mL、つめかえ用特大:1290mL）。なお、本製品の発売に伴い、「プレミアム消臭プラス STRONG」は生産終了となった。
2020年（令和2年）2月 - リニューアル。パッケージデザインが変更された。
2021年（令和3年）
2月 - リニューアル。消臭香料をより持続性の高いものに変更され、防臭力を向上。また、「フルーティーグリーンアロマの香り」は香調名を「フレッシュグリーンアロマの香り」に変更され、つめかえ用は内容量が変更された（つめかえ用:450mL → 420mL、つめかえ用特大:1350mL → 1260mL、本体は内容量据え置き）。同時に、「プレミアム消臭」に比べて消臭成分と抗菌成分を高配合した「プレミアム消臭 特濃 抗菌プラス」を発売。本品は「プレミアム消臭 洗濯物が多いおうち専用」の後継製品となり、「プレミアム消臭」同様、つめかえ用の内容量が変更された（つめかえ用:430mL → 400mL、つめかえ用特大:1290mL → 1200mL、本体は従来品から内容量据え置き）。
4月 - 高度分岐環状デキストリンと特定香料群を用いた消臭テクノロジー「ニオイキャンセリング機能」を用い、抗菌成分をシリーズ内最大量配合した「プレミアム消臭 ウルトラゼロ」を発売。内容量は本体は530mL、つめかえ用・つめかえ用特大は「プレミアム消臭 特濃 抗菌プラス」と同容量となる。
2024年（令和6年）3月 - リニューアル。内容量が変更される（本体:550mL → 510mL、つめかえ用:400mL → 380mL、つめかえ用特大:1200mL → 950mL）。なお、抗菌力がブランド内最高レベルへ向上されたため、「プレミアム消臭 特濃 抗菌プラス」は「プレミアム消臭」へ統合する形で製造終了となった。
ソフラン アロマリッチ（旧：香りとデオドラントのソフラン アロマリッチ）
高残香タイプの柔軟剤。「ジュリエット」、「スカーレット」、「ダイアナ」、「サラ」、「エリー」の5種類。内容量は480mL、つめかえ用は通常サイズの380mLに加え、通常サイズの2.5倍容量でキャップ付きの特大サイズ950mLも設定される。また、「ジュリエット」のみ、業務用として4Lが設定されている。
「ジュリエット」は、バニラやアンバーなどの香りをベースにフローラルが香り立つスイートフローラルアロマの香りで、黒のボトル。
「ダイアナ」は、イングリッシュローズの香りに、フランポワーズやペンゾイン（安息香）を加えたフェミニンローズアロマの香りでライトベージュのボトル。
「エリー」は、グリーンアップルやピーチにミュゲやローズのフローラルを加えた、ナチュラルブーケアロマの香りで、白色のボトル。
「クレア」は、ネロリの香りにソープやムスクで包んだネロリソープアロマの香りで、青緑色のボトル。
「キャサリン」は、ローズやピオニーにフルーツ（ストロベリー・ピーチ）を加えた、フローラルブーケアロマの香りで、ピンク色のボトル。
歴史
2010年（平成22年）10月 - 発売。当初はフルーティーフローラル調の「スカーレット」とホワイトフローラル調の「ヴィオレッタ」の2種類で展開。
2011年（平成23年）9月 - 新香調として、スイートフローラル調の「ジュリエット」を追加発売。
2012年（平成24年）9月 - 改良。特に、「スカーレット」と「ヴィオレッタ」は香りの持続性と拡散性が高い独自の香料技術「モーションアロマ」を採用し、香りをリフレッシュ。同年3月にリニューアルした「香りとデオドラントのソフラン」同様、新形状ノズルキャップを採用した（「スカーレット」は発売時から「モーションアロマ」を先行導入しているため、変更はノズルキャップの形状のみ）。
2013年（平成25年）
3月 - 新香調として、ベリー系の「アニー」を追加発売。
7月 - 数量限定品「ディズニーデザインボトル」を発売。通常品のパッケージデザインをベースに、香調の世界観に合わせたディズニーキャラクターが描かれており、「スカーレット」にはマリー、「ヴィオレッタ」にはデイジーダック、「ジュリエット」にはティンカー・ベル、「アニー」にはミニーマウスを採用する。内容量は通常品よりも約10%少ない560mLに設定されている。
2014年（平成26年）
1月 - 2013年7月に発売した「香りとデオドラントのソフラン アロマリッチ ディズニーデザインボトル」の第2弾を数量限定で発売。今回はハートやリボンモチーフのデザインがあしらわれている。
10月 - 柔軟剤を全面改良。「アロマヴェール成分」を新配合。また、発売当初から設定されていた「ヴィオレッタ」に替わり、エレガントフローラルアロマ香りの「マリア」を追加した。
2015年（平成27年）
2月 - 季節に合わせた香りを数量限定で発売する「シーズナルパーティシリーズ」を立ち上げ、その第1弾として、サクラやピオニーなどで構成されるフローラルブーケにチェリーやピーチなどのフルーティートーンをプラスしたフェミニン&フローラルの香り「チェリーブロッサム」を発売（内容量は通常のラインナップ品と同一）。
4月 - 数量限定シリーズ「シーズナルパーティシリーズ」の第2弾として、ペパーミント・スペアミントのダブルミントに加え、オレンジブロッサム、アンバーグリス、ムスクをブレンドしたフレッシュ&モヒートの香り「ミントカクテル」を発売。
7月 - 数量限定シリーズ「シーズナルパーティシリーズ」の第3弾として、柑橘系のベルガモットとウッディーを基調に、オーキッド（蘭）やローズのフローラル系、スパイスなどをブレンドしたエレガント&スパイシーの香り「ラグジュアリーヴァカンス」を発売。
10月 - 「香りとデオドラントのソフラン アロマリッチ」を「ソフラン アロマリッチ」に改名して全面刷新。アロマ香料を閉じ込めた「アロマカプセル」が配合された。また、ラインナップも「アニー」に替わり、ロイヤルローズアロマの香り「ダイアナ」を追加した。なお、リニューアルに伴って内容量を変更され（本体:620ml→600ml、つめかえ用:480ml→450ml、つめかえ用 特大:1200ml→1125ml）、一部販売店限定の「つめかえ用 特大」は「マリア」と新香調の「ダイアナ」にも設定された。
2016年（平成28年）8月 - 「マリア」に替わり、「クリスティーヌ」と「ソフィア」を発売（「スカーレット」・「ダイアナ」・「ジュリエット」もパッケージリニューアル(自然切替)）。
2017年（平成29年）3月 - 従来、一部販売店限定だった「つめかえ用 特大」が通常製品としてラインナップされる。
2018年（平成30年）
1月 - リニューアル。「アロマカプセル」を香りを長持ちさせた「新アロマカプセル」に改良され、本体ボトルの側面につめかえ時の注入量を確認するための透明スリットが追加された。内容量が変更（本体:600ml→550ml、つめかえ用:450ml→430ml、つめかえ用 特大:1125ml→1210ml）となり、香りのラインナップは「クリスティーヌ」に替わり、「フェアリー」が追加された。
5月 - 数量限定品「ラベンダーアロマの香り」を発売。
6月 - 数量限定品「ミンティフローラルアロマの香り」を発売。なお、本体は400ml入りの「お試し容量品（トライアルボトル）」となる。
11月 - 数量限定品「フローラルキャンドルアロマの香り」を発売。なお、「ミンティフローラルアロマの香り」同様に、本体は400ml入りの「お試し容量品」となる。
2019年（平成31年/令和元年）
4月 - 「フローラルガーデンアロマの香り」を数量限定で発売し、2018年6月に発売された「ミンティフローラルアロマの香り」をパッケージデザインを変更して数量限定で再発売。本体は400ml入りの「お試し容量品」となる。
8月 - リニューアル。キャップを注いだ時の香りが衣類を脱ぐ時まで変化しない「咲きたてアロマ製法」を採用。内容量が変更（本体:550ml→520ml、つめかえ用:430ml→400ml、つめかえ用 特大:1210ml→1200ml）となり、香りのラインナップは「ソフィア」・「フェアリー」に替わり、「サラ」・「ベル」が追加された。
11月 - 数量限定品「スイートブーケアロマの香り」、「ウォータリーフルーツアロマの香り」を発売。本品は既存品の2種類をミックスした香りとなっており、「スイートブーケアロマの香り」は「ジュリエット」と「ダイアナ」を3:1の割合で、「ウォータリーフルーツアロマの香り」は「サラ」と「ベル」を3:1の割合でそれぞれミックスされており、本体は400ml入りの「お試し容量品」となる。
2020年（令和2年）
2月 - 数量限定品「さくらの香り」を発売。本体は400ml入りの「お試し容量品」となる。
9月 - リニューアル（つめかえ用は同時期より自然切替）。パッケージデザインが変更されたほか、「サラ」と「ベル」は香りの名称を変更（「サラ」はアクアティックブーケアロマの香りからアクアフラワーアロマの香りに、「ベル」はホワイトシトラスアロマの香りからシャイニーシトラスアロマの香りにそれぞれ変更）。本体はボトルのプラスチック樹脂量を削減してスリム化され、側面のスリットにも改良が加えられた。
2021年（令和3年）1月 - 数量限定品「さくらの香り」をハーバリウム風のパッケージデザインに変更の上再発売。
2022年（令和4年）
1月 - 数量限定品「さくらの香り」のパッケージデザインを変更の上、2度目の再発売。
2月 - ナチュラルブーケアロマの香り「エリー」を追加発売（「エリー」の発売に伴い、「ベル」は2022年2月をもって製造終了となった）。
10月 - フローラルブーケアロマの香り「キャサリン」を追加発売。なお、「キャサリン」の発売を機に、本体ボトルは再生プラスチックを使用し、キャップを小型化する仕様変更も行われる。また、発売当初より設定されていた「スカーレット」は同時期をもって製造を終了した。
12月 - 数量限定品「さくらの香り」のパッケージデザインを変更の上、3度目の再発売。今回からつめかえ用は本体3本分に相当する1200ml入りの特大サイズのみの設定となる。
2023年（令和5年）
10月 - リニューアル。パッケージデザインが変更され、内容量を減容（本体:520ml→480ml、つめかえ用:400ml→380ml、つめかえ用 特大:1200ml→950ml）。
12月 - 数量限定品「さくらの香り」のパッケージデザインを変更の上、4度目の再発売。つめかえ用特大の内容量が減容（1200ml→950ml）された。
2024年（令和6年）
8月 - 「金木犀の香り」を発売。「さくらの香り」同様、本体は400mlに減容、つめかえ用は特大サイズのみの設定となる。
10月 - 柔軟剤にネロリソープアロマの香り「クレア」を追加発売。発売に伴い、「サラ」は同時期に製造終了となった。

### 製造終了品
ソフランS
1976年（昭和51年）10月（公式ページでは1975年となっている）に発売された（当初はライオン油脂から発売）。近年では特大ボトルのみながら36年半にわたって販売されたロングセラー製品になっていたが、2013年（平成25年）3月で製造を終了した。
歴史
製品は、新しい仕上げ剤として、発売時期のずれはあるが、塩素系漂白剤「ブライト」、液体洗濯糊「カインド」とともに順次発売されている。
当時柔軟剤がブルーのものだったのに対し、「ソフランS」ではピンクに変えたことで、新しい印象を与えた。また花の香りも好評で、消費者に支持されるロングセラー製品となった。
1981年（昭和56年）、花王がフロリアを出したのを期に、各メーカーからもピンクの柔軟剤が発売されだした。ライオンは、1982年（昭和57年）に柔軟剤「レディーナ」を発売したが、こちらはブルーで、ソフランSと並行販売された。1988年（昭和63年）には水分を吸い取る柔軟剤「ソフト&ドライ」（色はグリーン）を発売しており、柔軟剤は3ブランドの時期もあった。
現在ライオンは濃縮タイプの「ソフラン」を主体にしているが、従来タイプの柔軟剤も一定の需要があったため、「ソフランS」も継続販売されていた。
テレビCM
発売当時のCMキャッチフレーズは「ちょっと先ゆく柔らか仕上げ、ソフランS」「柔軟剤はソフランSですよ」「ソフランSに換えてみたの」「換えてみませんか?」だった。
宣伝には積極的に力を入れ、CMソングの歌手としてミネハハを起用し、1980年代は当時子供タレントだった安達祐実を起用するなどしていた。CMコピーは「柔軟体操」や「ソフトの"S"です。ソフランS」といったユニークなものもあった。1980年代中期CMには「ぱちぱち君」のバージョンが多く使われ、静電気防止に効果が高いことを強調した。
1981年にはテレビCM「ミクロの働き」がカンヌ広告祭で入賞している。
1990年代に入り、「ソフラン1/3」（現在の「ふんわりソフラン」）の発売後は濃縮柔軟剤が主力となったため、以降「ソフランS」のCMは作られていない。
2005年（平成17年）10月から1年間、ソフラン発売30周年をCMだけでなく、公式サイトや製品キャップにシールを貼るなどしてPRした。
限定商品
「香りが続くソフランS」沖縄限定 - 以前は紙パック入りの製品も発売されていた。
ソフラン クイーンズシルク
2016年（平成28年）7月に発売されたプレミアムグレードの濃縮タイプ。「シルキーコート成分」を配合しているほか、植物生まれの柔軟成分と抗菌成分も配合している。「ラグジュアリーブーケアロマの香り」と「ブリリアントローズアロマの香り」の2種類で、容量は600ml、つめかえ用は450ml。一度も改良を受けることなく2018年（平成30年）2月で製造終了となり、僅か1年7ヶ月で終売となった。
「ラグジュアリーブーケアロマの香り」はピオニーやジャスミンなどのブーケに、カモミールなどのアクセントを加えた香りで、ゴールドのボトル。
「ブリリアントローズアロマの香り」はピンクローズのブーケに、マンダリンやラズベリーのアクセントを加えた香りで、ピンクのボトル。
部屋干しソフラン
2005年（平成17年）11月に発売された濃縮タイプ。カチオン性抗菌成分「CAB」とローズマリー抽出消臭成分を配合。また、液は透明で粘度を低くしている。2007年（平成19年）5月に、「速乾仕上げ」の記述を加え、パッケージデザインをリニューアル。2018年（平成30年）3月で製造を終了した。
しわスッキリソフラン（旧：しわスッキリソフランC）
2001年（平成13年）4月に発売した、しわとり効果を持たせた濃縮タイプの柔軟剤。キャッチフレーズは「アイロン掛け やめちゃおっかな?」。
当初は「しわスッキリソフランC」の商品名で発売されていた。前述の「ふんわりソフラン」同様、2005年（平成17年）9月にパッケージデザインと製品名を変更。2021年（令和3年）3月をもって製造を終了した。
歴史
2001年（平成13年）4月 - 発売開始
2003年（平成15年）3月 - 組成改良
2004年（平成16年）4月 - 組成改良し、容器デザインを変更
2005年（平成17年）9月 - パッケージデザインと製品名を変更。「しわすっきりソフラン」となる。
2011年（平成23年）5月 - 「女の子が洗濯物を風になびかせる姿」をモチーフとしたパッケージデザインに刷新。「ソフラン」のブランドロゴも変更された（先に導入された「香りとデオドラントのソフラン」、同時リニューアルとなった「ふんわりソフラン」と同一のブランドロゴとなる）。
2016年（平成28年）4月、パッケージデザインを変更。併せて、本体ボトルの形状も変更され、内容量も変更となった（本体:720ml→650ml、つめかえ用:540ml→500ml）
乾燥機用ソフラン
1984年（昭和59年）に発売された衣類乾燥機専用のシートタイプの柔軟剤。乾燥機の温度上昇により繊維に均一に広がり、着用時や乾燥機から洗濯物を取り出すときの静電気を抑える。また、脱水工程で起きたシワをほぐしたり、繊維の傷みや乾燥後の毛玉・毛羽立ちを防ぐ効果もある。温風乾燥ができる洗濯乾燥機にも使用可能（縦型・ドラム式を問わず使用可能だが、使用可能なのは乾燥のみを行うコースを選択した場合のみ。洗濯から乾燥までを続けて行うコースでは使用不可）。
2013年（平成25年）3月にパッケージデザインがリニューアルされ、ブランドロゴが現在のものに変更された。2025年（令和7年）2月で製造終了となった。
ソフラン エアリス
2023年（令和5年）4月に発売された濃縮タイプ。「ソフラン」の新規製品は後述する「ソフラン クイーンズシルク」以来約6年9ヶ月ぶりとなる。「ネイチャーエアー製法」と「エアリーブルーミング技術」を組み合わせ、主成分にカチオン系界面活性剤ではなく独自に開発した特殊シリコーンを用いた「エアリーフィール処方」も採用。ボトルはスクエア形状の透明容器とし、ボトル部の一部にバイオマスPETを使用している。柔軟剤では珍しいさらりとした透明の液で、すすぎ1回に対応している。つめかえ用は本体容量（480ml）の約1.7倍量（850ml）となる。一度も改良を受けることなく2025年（令和7年）3月で製造終了となり、わずか2年で終売となった。
「Patio（パティオ）」はさくら&ローズペタルの香りで、ピンクの差し色を配したデザイン
「Balcony（バルコニー）」はネクタリン&フリージアの香りで、パープルの差し色を配したデザイン
「Poolside（プールサイド）」はネモフィラ&ウォーターリリーの香りで、ブルーの差し色を配したデザイン
ソフラン アロマリッチ 香るスタイルミスト（旧：香りとデオドラントのソフラン アロマリッチ 香りのミスト→ソフラン アロマリッチ 香りのミスト）
天然アロマオイルを配合した衣類・布製品用香りづけミスト。独自の消臭成分を配合するとともに、除菌・抗菌・防臭・しわとり効果もある。香りは「ソフラン アロマリッチ」と同じく「ジュリエットの香り」を用意し、パッケージデザインも統一している。また、つめかえ用は1回使い切りのスタンディングパウチを採用している。2025年3月をもって製造を終了した。
2012年（平成24年）9月 - 「香りとデオドラントのソフラン アロマリッチ 香りのミスト」として発売。
2013年（平成25年）8月 - 「アニーの香り」を追加発売。
2014年（平成26年）
1月 - 柔軟剤と同時に「ディズニーデザインボトル」が設定され、数量限定で発売。通常品と同じ内容量である。
10月 - 持続性の香料を追加して改良。併せて、「ヴィオレッタの香り」に代わり、「マリアの香り」を追加。
2015年（平成27年）
2月 - 「シーズナルパーティシリーズ」の第1弾として「チェリーブロッサムの香り」を数量限定で発売（内容量は通常のラインナップ品と同一だが、本体のみの設定）。
4月 - 「シーズナルパーティシリーズ」の第2弾として「ミントカクテルの香り」を数量限定で発売（内容量は通常のラインナップ品と同一だが、本体のみの設定）。
7月 - 「シーズナルパーティシリーズ」の第3弾として「ラグジュアリーバカンスの香り」を数量限定で発売（内容量は通常のラインナップ品と同一だが、本体のみの設定）。
9月 - 「香りとデオドラントのソフラン アロマリッチ 香りのミスト」を「ソフラン アロマリッチ 香りのミスト」に改名し、「スカーレットの香り」・「マリアの香り」・「ジュリエットの香り」をパッケージリニューアル。
10月 - 「アニーの香り」に替わって「ダイアナの香り」を追加発売。
2016年（平成28年）8月 - リニューアル。内容量を増量（本体:200ml→280ml、つめかえ用:180ml→250ml）し、本体は1回あたりのスプレー量を増やした新型のスプレーガンが採用された。香りは「マリアの香り」が廃止され、「スカーレットの香り」・「ダイアナの香り」・「ジュリエットの香り」の3種類となる。なお、新つめかえ用（250ml）を旧ボトル（200ml）へ一度に全量つめかえが不可となった為、旧ボトルを所有している場合でも新ボトルを改めて購入する必要がある。
2018年（平成30年）1月 - パッケージデザインを変更（自然切替）。
2019年（令和元年）9月 - リニューアル（自然切替）。柔軟剤と統一されたパッケージデザインへ変更された。
2022年（令和4年）10月 - 「スカーレットの香り」の製造を終了。
2023年（令和5年）10月 - リニューアル（自然切替）。「香るスタイルミスト」に改名され、ダイアナの香りを製造終了してジュリエットの香りのみに集約された。

## CM

### 歴代CM出演タレント
岩崎宏美（ソフランC、1991年 - 1994年。出演当時は「益田宏美」名義）
田中好子（ソフランC、1995年 - 1998年）
菊池桃子（ソフランC、1998年 - 2000年）
雛形あきこ（しわすっきりソフランC、2001年 - 2005年）
黒木瞳（デイフレッシュソフラン、2004年）
松下由樹（香りとデオドラントのソフラン、2004年 - 2007年）
安田成美（香りとデオドラントのソフラン、2008年3月12日 - 2012年3月）
長谷川京子（香りとデオドラントのソフラン アロマリッチ、2010年10月6日 - 2012年9月）
板谷由夏（香りとデオドラントのソフラン、2012年3月7日 - 2013年9月） - 後述の「こころのおばけ」と共演する。
栗山千明（香りとデオドラントのソフラン アロマリッチ、2012年9月19日 - 2014年8月） - 2分にわたるプロモーションビデオは、お笑いコンビのハリセンボンと共演している。2014年7月は同社から発売する「休足時間」のCMにも出演。
江波杏子（香りとデオドラントのソフラン アロマリッチ、2014年2月 - 8月）
西島秀俊（香りとデオドラントのソフラン アロマナチュラル → 香りとデオドラントのソフラン、2013年9月25日 - 2017年2月）
相葉雅紀（香りとデオドラントのソフラン プレミアム消臭プラス→ソフラン プレミアム消臭プラス→ソフラン プレミアム消臭、2017年3月8日 - 現在）
柴咲コウ（香りとデオドラントのソフラン アロマリッチ → ソフラン アロマリッチ、2014年9月26日 - 2017年11月）
松坂桃李（ソフラン クイーンズシルク、2016年7月20日 - 2017年11月）
吉高由里子（ソフラン アロマリッチ、2018年1月31日 - 2019年7月）
新垣結衣（ソフラン アロマリッチ、2019年8月7日 - 現在）
小松菜奈/坂口健太郎（ソフラン エアリス、2023年4月6日 - 現在）
ムロツヨシ/宮澤エマ  (ソフラン プレミアム消臭「フライング取り組み」篇 、2024年3月6日- )

### CMキャラクター
- パチパチくん - 「ソフランS」から「ソフランC」にかけて毎年冬期のCMに登場していた、静電気をイメージしたキャラクター。

### CM内容
しわすっきりソフランC
「乾かすだけで」篇
2001年4月から2003年3月まで放映。
「マネキンファミリー」篇
2003年3月から2004年4月まで放映。
香りとデオドラントのソフラン
日常生活のなかで知らず知らずの内にたまっていくストレス、そのまま放っておくと「こころのおばけ」が現れるかも。
ヘコミ
漢字の「凹」をモデルとしたキャラクター。気分が凹んでしまうと現れるおばけ。暗い「へこみの歌」を口ずさみ、とことん凹ませようとする厄介なおばけ。
カンカン
やかんをモデルとしたキャラクター。怒り心頭に発すると現れる。けたたましく鼻から蒸気を噴き出し、さらに怒りを沸騰させようとする迷惑なおばけ。
いっぱいいっぱい
コップをモデルとしたキャラクター。やることだらけで心や体が限界になると現れる。気がつくと一緒にいっぱいいっぱいダンスを踊らせる始末の悪いおばけ。
イラつくし
つくしをモデルとしたキャラクター。イライラしてくると現れる。集団で貧乏ゆすりのように体を揺らし、イラついた心を加速させる。

## 競合商品
- ハミング（花王） - このシリーズの対抗商品
- ファーファ（NSファーファ・ジャパン） - このシリーズの対抗商品
- レノア（P&G） - このシリーズの対抗商品
- ライオンソフター